# Чобе (национальный парк)
Национальный парк Чобе (англ. Chobe National Park) — старейший национальный парк на территории Ботсваны и третий по величине в этой стране. Занимает площадь в 10 566 км². Был основан в 1967 году, хотя первая охраняемая территория, пусть и существенно меньшая по размерам, была создана здесь в 1931 году. Расположен на северо-востоке страны, у северо-восточных окраин пустыни Калахари, в бассейне реки Квандо, которая ниже болот Льньянти носит название Чобе.
Парк является одним из крупнейших мест концентрации диких животных как на африканском континенте, так и во всём мире. Здесь насчитывается более 400 видов птиц, одна из крупнейших популяций африканского слона (предполагается, что более 50 000 особей) и несколько десятков видов других крупных млекопитающих.

## История
Первоначальными жителями этой местности были бушмены сан (также известные как народ басарва в Ботсване). Они были кочевыми охотниками-собирателями, которые постоянно перемещались с места на место в поисках источников пищи, а именно фруктов, воды и диких животных. В настоящее время внутри скалистых холмов парка можно найти рисунки сан.
В начале XX века регион, который впоследствии стал Ботсваной, был разделен на различные системы землевладения. В то время большая часть территории парка была классифицирована как земля короны. Идея национального парка, который бы защищал разнообразную местную дикую природу и способствовал развитию туризма, впервые была предложена в 1931 году. В следующем году 24 000 км² (9 300 кв. миль) вокруг округа Чобе были официально объявлены неохотничьей зоной, и эта территория была расширена до 31 600 км² (12 200 кв. миль) два года спустя.
В 1943 году по всему региону произошло сильное нашествие мухи цеце, что задержало создание национального парка. К 1953 году проект снова привлек внимание правительства: было предложено сделать заповедником 21 000 км² (8 100 кв. миль). Заповедник Чобе был официально создан в 1960 году, хотя и меньше, чем изначально планировалось. В 1968 году заповедник был объявлен национальным парком.
В то время в регионе было несколько промышленных поселений, особенно в Серонделе, где процветала лесная промышленность. Эти поселения постепенно выносились из парка, и только в 1975 году вся охраняемая территория была освобождена от человеческой деятельности. В настоящее время в Серонделе всё ещё видны следы прежней лесной промышленности. Незначительные расширения парка имели место в 1980 и 1987 годах.
С 2011 года парк входит в Трансграничный заповедник Каванго-Замбези.

## География и экосистемы

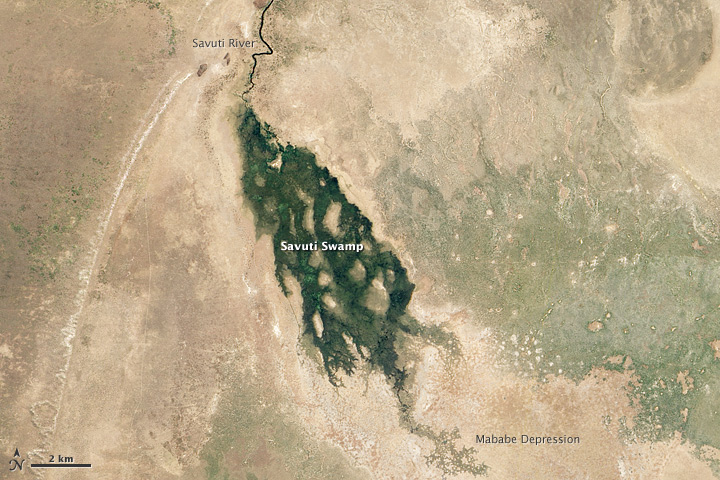
Болото Савути, вид из космоса в мае 2012 года

Парк можно разделить на 4 зоны, каждая из которых соответствует одной отдельной экосистеме:
- Зона Серондела (или берег реки Чобе), расположенная на крайнем северо-востоке парка, имеет в качестве своих основных географических особенностей пышные поймы и густые леса Afzelia quanzensis, Baikiaea plurijuga и других лиственных пород, которые в настоящее время в значительной степени сокращены из-за сильного давления слонов. Река Чобе, протекающая вдоль северо-восточной границы парка, является основным местом водопоя, особенно в сухой сезон с мая по октябрь для больших стад африканских саванных слонов, семей ангольских жирафов, чёрных антилоп и африканских буйволов. Поймы — единственное место в Ботсване, где можно увидеть антилопу пуку. В сезон здесь можно наблюдать большое количество южных карминовых щурок. Во время паводка в этот район слетаются африканские колпицы, ибисы, различные виды аистов, уток и других водоплавающих птиц. Это, вероятно, самая посещаемая часть Чобе, во многом из-за её близости к водопаду Виктория в Замбии. Город Касане, расположенный чуть ниже по течению, является самым важным городом региона и служит северным входом в парк.
- Район болота Савути, площадью 10 878 км², составляет западную часть парка (50 км к северу от ворот Мабабе). Болото Савути является реликтом большого внутреннего озера, водоснабжение которого было прекращено тектоникой плитой. В настоящее время болото питается неустойчивым каналом Савути, который пересыхает на длительные периоды, а затем, снова течёт в результате тектонической активности в этом районе. Течение возобновилось в январе 2010 года, и впервые с 1982 года достиг болота Савути. В результате этого переменного потока вдоль берега канала растут сотни мертвых деревьев. Регион также покрыт обширными саваннами и холмистыми лугами, что делает дикую природу в этой части парка особенно динамичной. В сухие сезоны можно увидеть как чёрных, так и белых носорогов, бородавочников, больших куду, импалу, зебру Берчелла, голубых гну и стадо слонов. В сезон дождей представлено богатое разнообразие птиц из 450 видов. Также можно увидеть прайды львов, гиен, зебр или, реже, гепардов из Юго-Восточной Африки. Этот регион славится ежегодной миграцией зебр и хищников.
- Болото Линьянти, расположенное в северо-западном углу парка и к северу от Савути, примыкает к реке Линьянти. К западу от этой области находится заповедник Селинда, а на северном берегу реки Квандо — национальный парк Намибии Нкаса Рупара. Вокруг этих двух рек находятся речные леса, редколесья, а также лагуны, а остальная часть региона в основном состоит из пойм. Здесь обитают большие скопления львиных прайдов, африканских леопардов, африканских гиеновидных собак, лошадиных антилоп, чёрных антилоп, бегемотов и стада африканских кустарниковых слонов. В этом районе также встречаются более редкие рыжие личи, ситатунга и баски нильских крокодилов. Богатое разнообразие птиц.
- Между болотами Линьянти и Савути находится жаркая и сухая внутренняя территория, в основном занятая травяным лесом Ногатсаа. Этот участок малоизвестен и является отличным местом для наблюдения за обыкновенной канной.

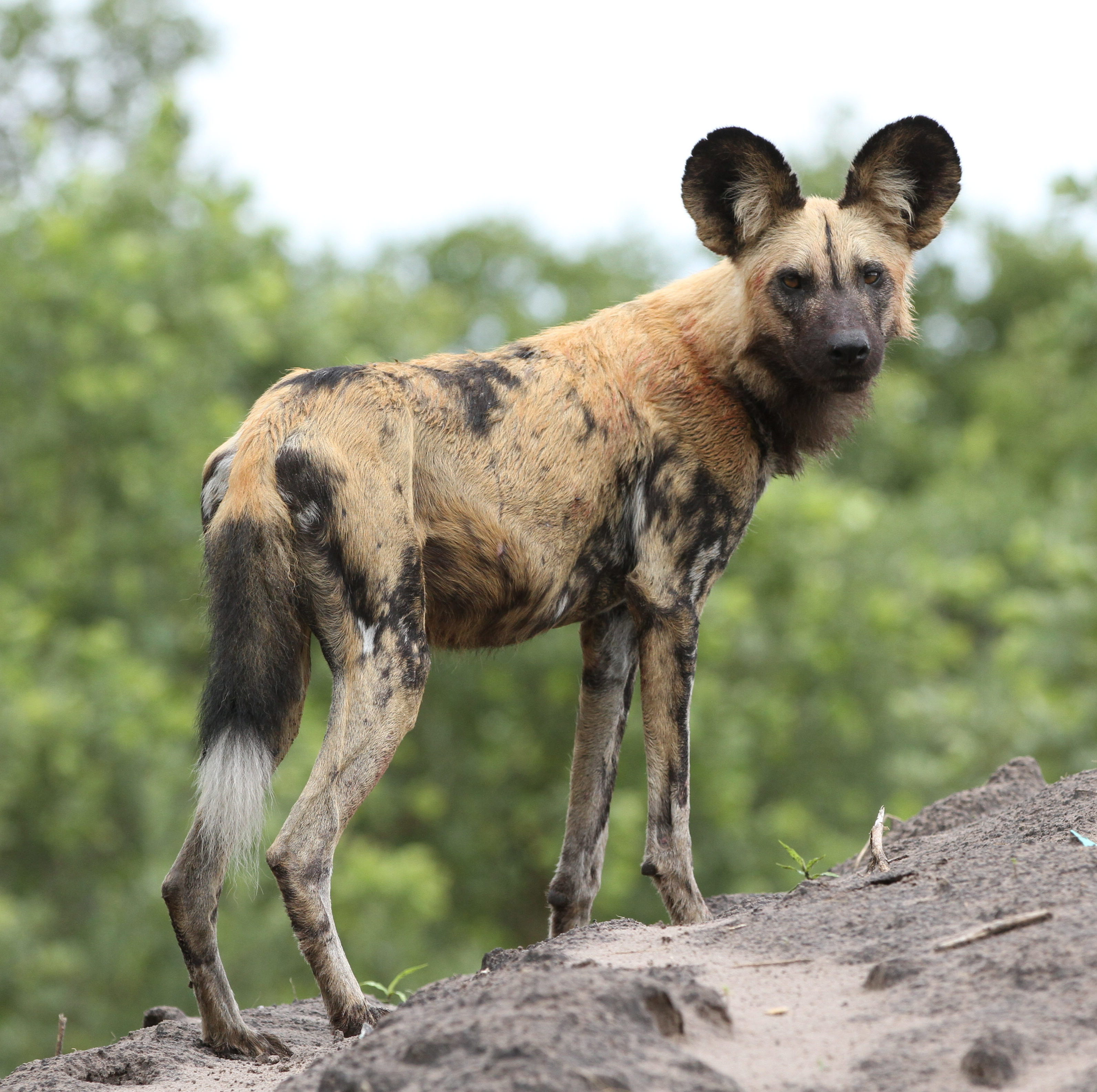
Гиеновидная собака
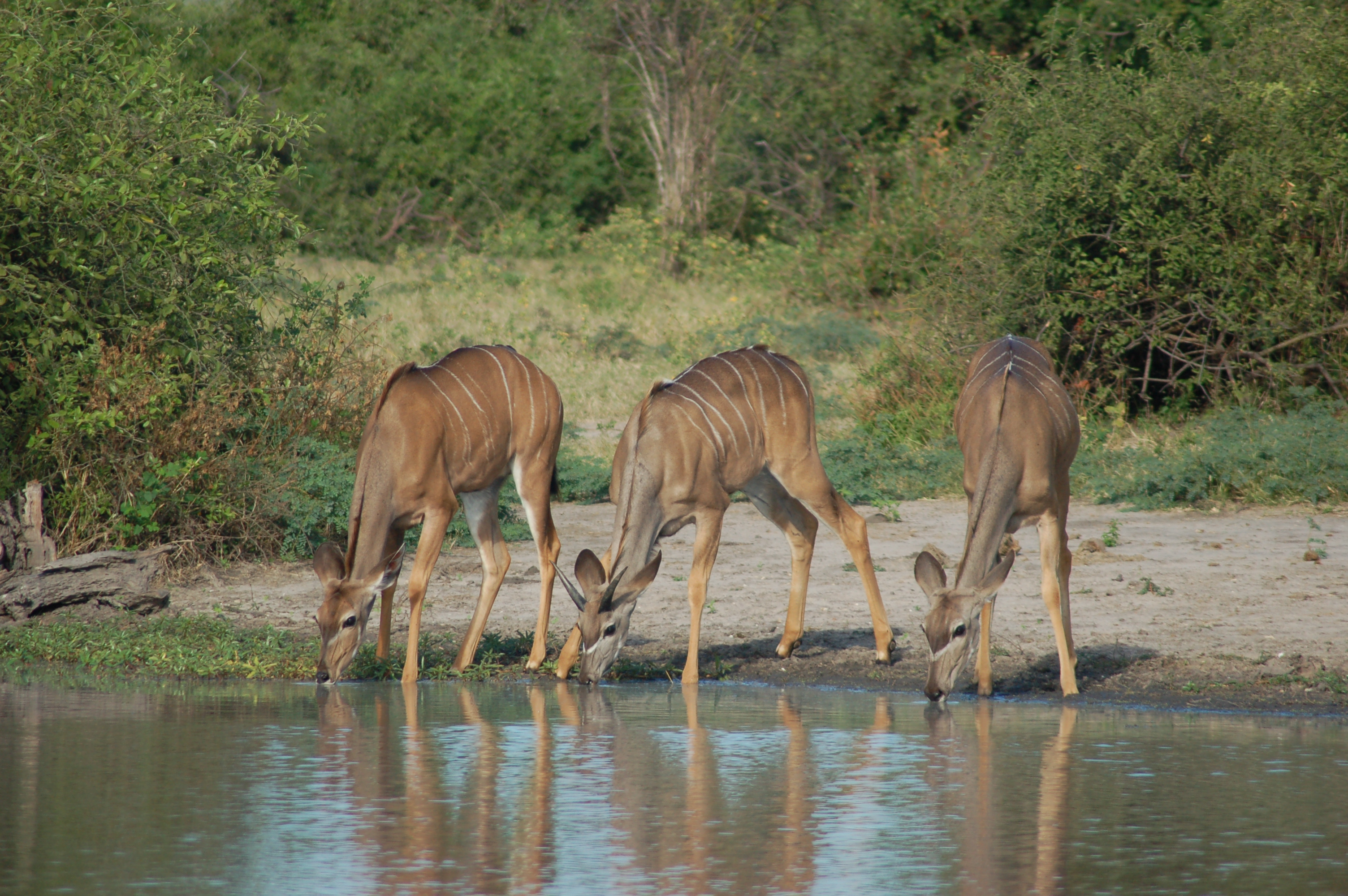
Большой куду
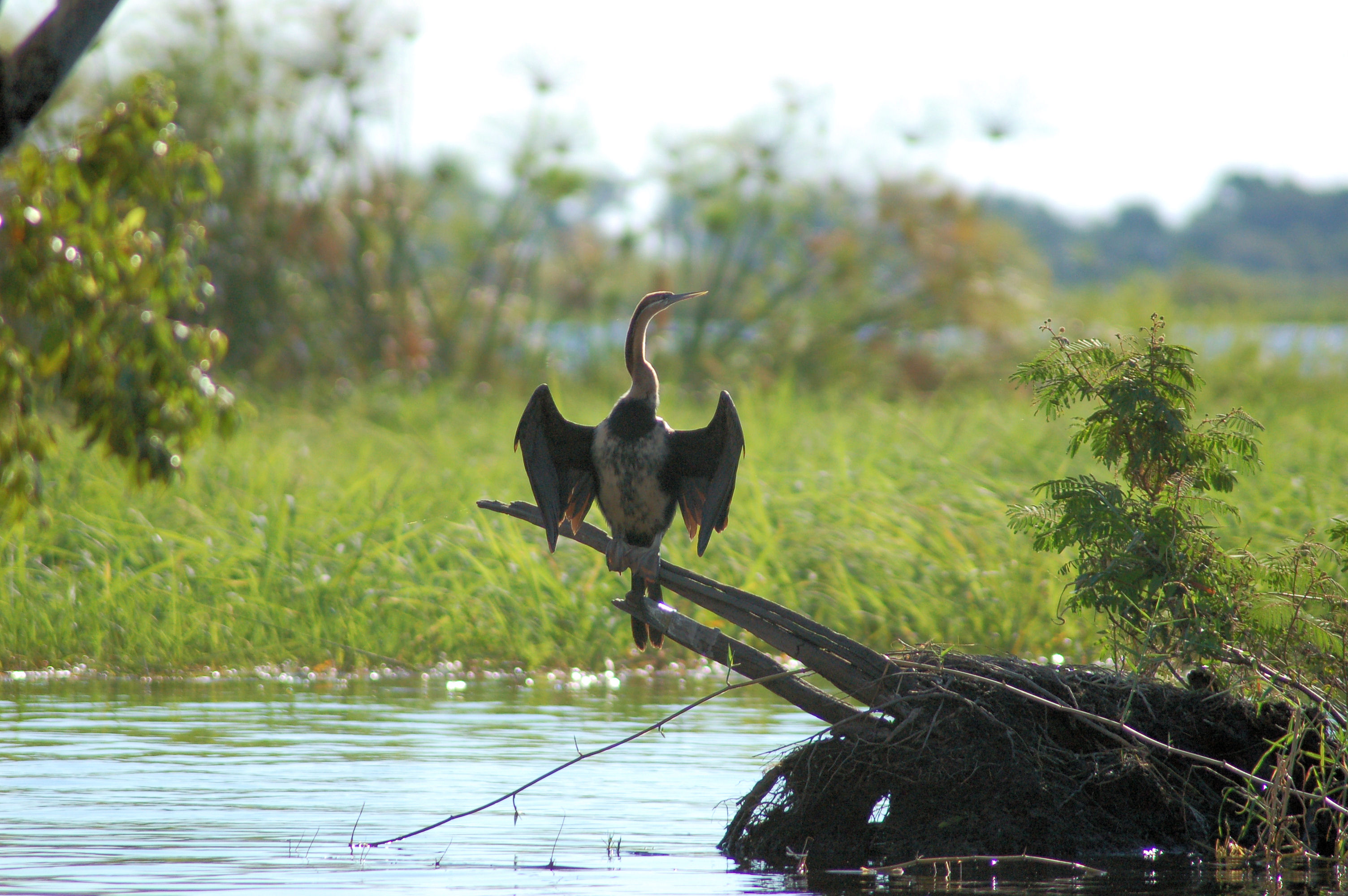
Африканская змеешейка
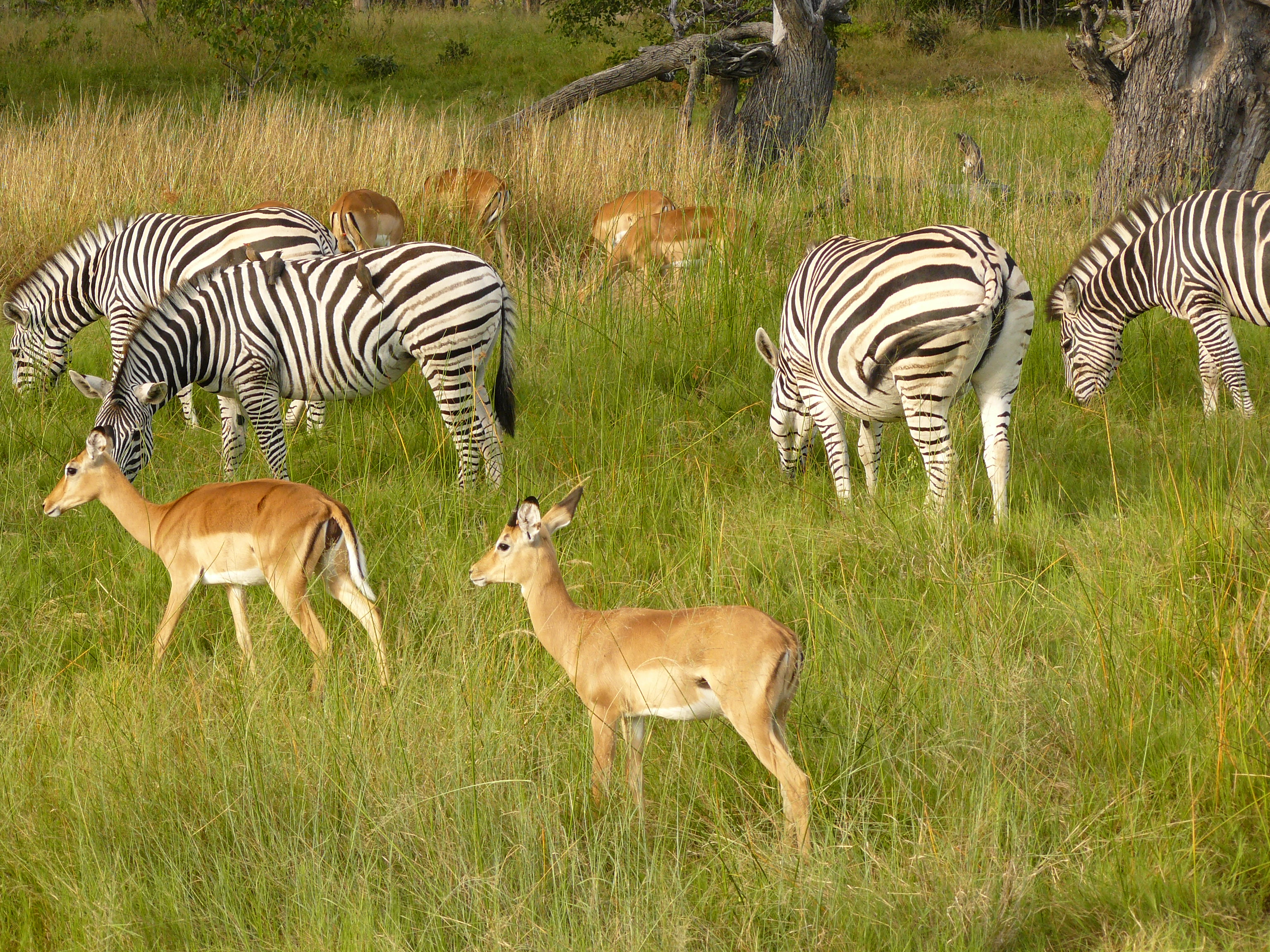
Бурчеллова зебра и импала
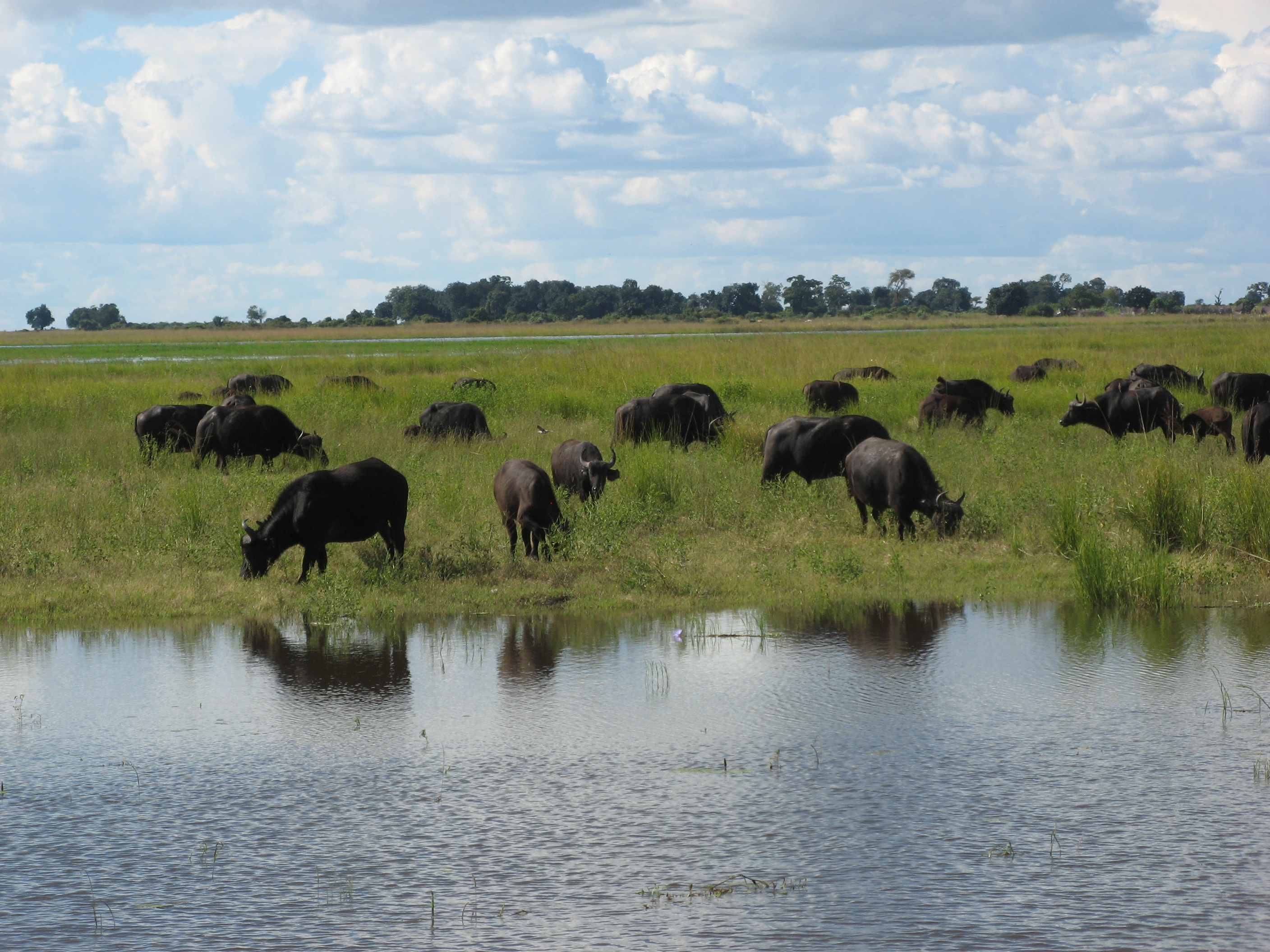
Африканский буйвол
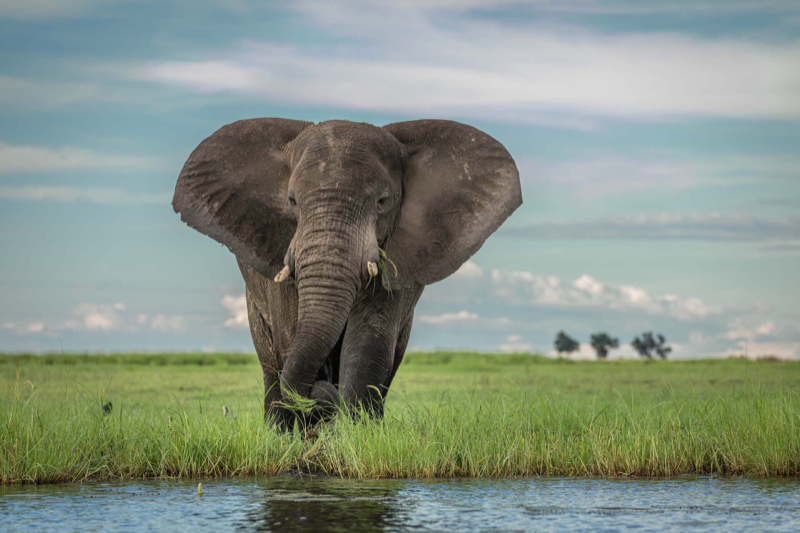
Африканский слон
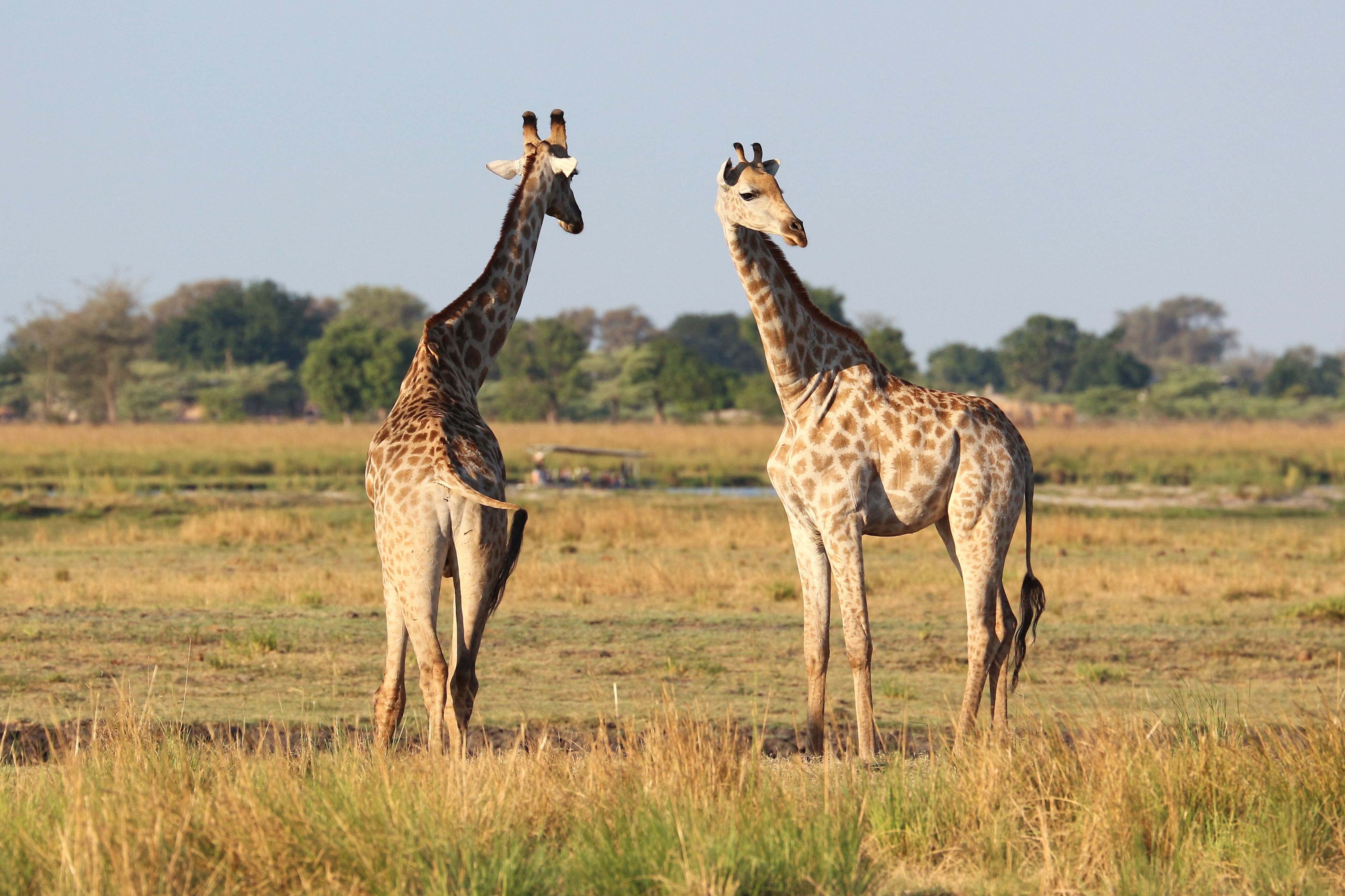
Жирафы
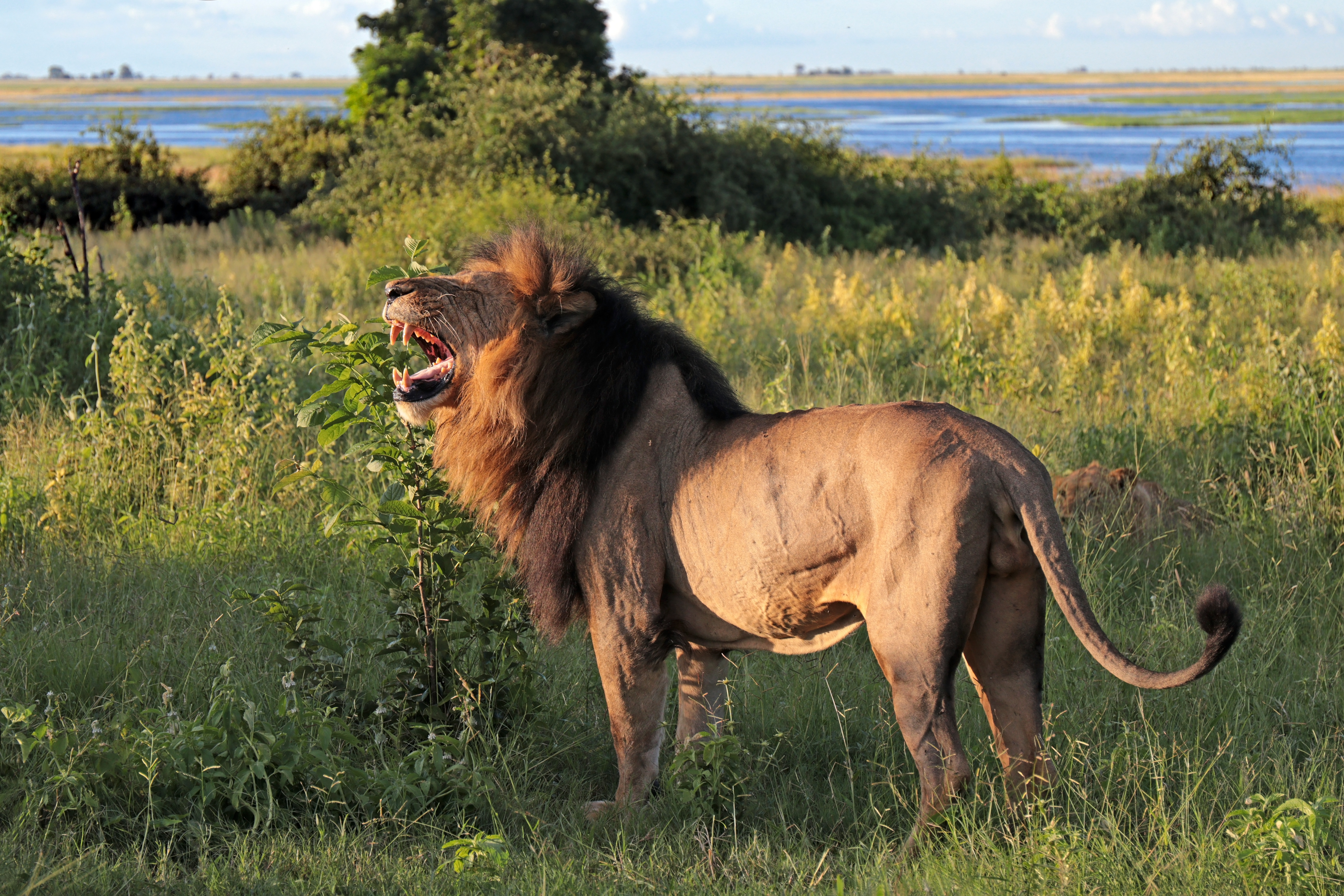
Лев
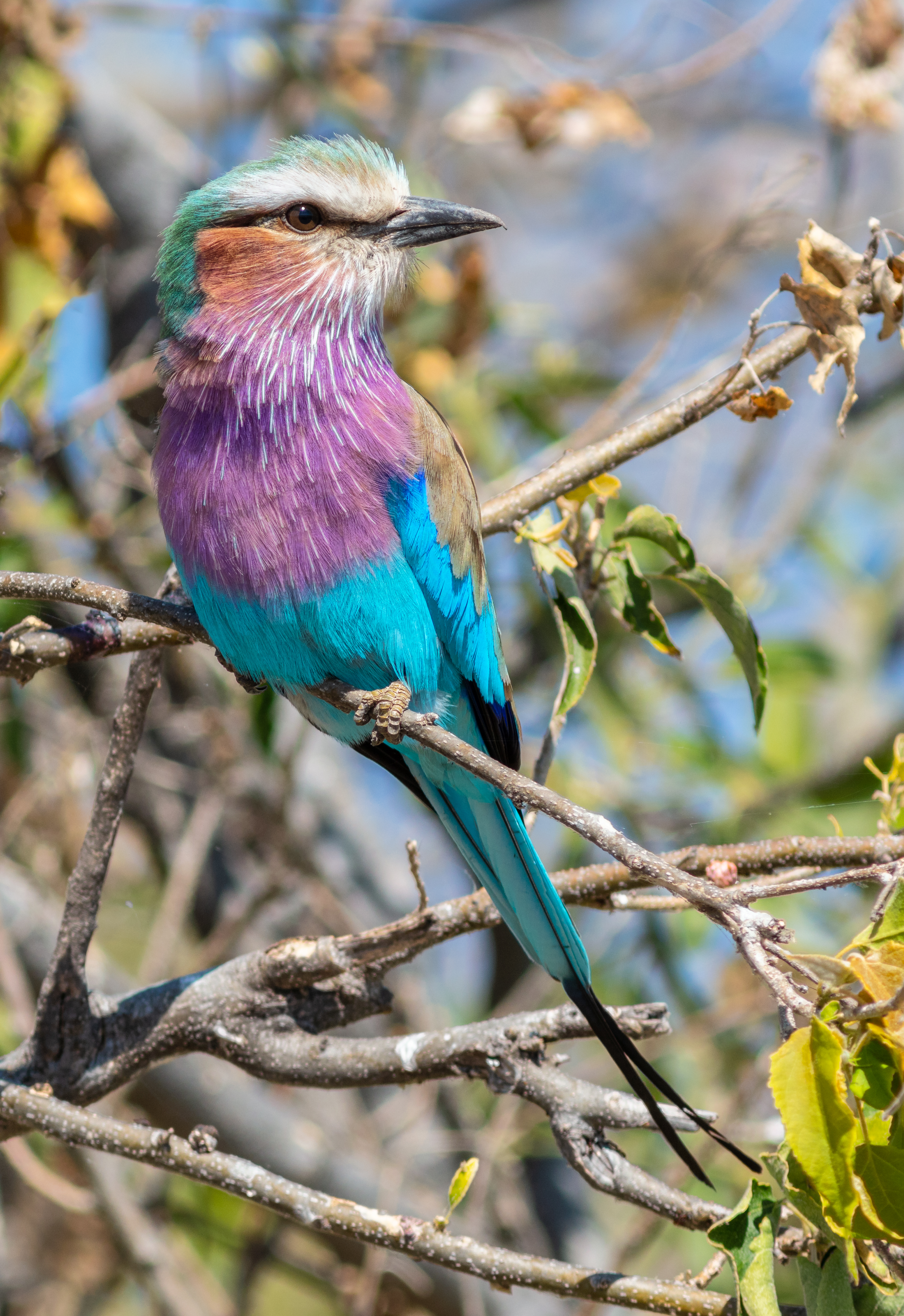
Сиреневогрудая сизоворонка

### Концентрация слонов

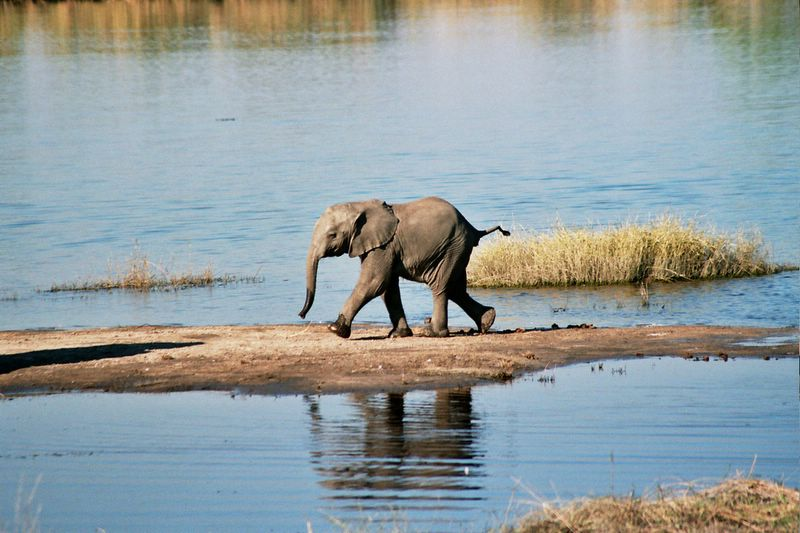
Детеныш африканского слона на берегу реки Чобе

Парк широко известен своей большой популяцией слонов, которая оценивается примерно в 50 000 особей. Слоны, живущие здесь, являются слонами Калахари, крупнейшими по размеру стада из всех известных популяций слонов. Они характеризуются довольно хрупкой слоновой костью и короткими бивнями, возможно, из-за дефицита кальция в почве. Ущерб, причиненный большой численностью слонов, распространен в некоторых районах. Фактически, концентрация настолько высока по всему Чобе, что рассматривалась возможность отстрела, но это считается слишком спорным и до сих пор отклоняется руководством парка. В сухой сезон эти слоны обитают в районах рек Чобе и Линьянти. В сезон дождей слоны совершают 200-километровую миграцию в юго-восточную часть парка. Однако их зона распространения выходит за пределы парка и распространяется на северо-запад Зимбабве.

## Дороги
Состояние дорог в национальном парке Чобе во многом зависит от сезона и количества осадков; для передвижения по парку необходим полноприводный автомобиль. Толстый песок становится проблемой на берегу реки Чобе в сухие месяцы, особенно с повышением температуры, а во время сезона дождей дороги у реки становятся грязными.
Дороги Савути, в основном западная Сэндридж-роуд от ворот Мабабе и дороги как к северу, так и к югу от канала Савути, обычно покрыты толстым слоем песка и сложны для вождения. Когда идет дождь, езда по болотистым дорогам сопряжена с риском застревания, поскольку мокрая чёрная хлопковая почва становится непроходимой.
Дороги Ногатсаа затапливаются во время сезона дождей, и в это время можно проехать лишь по очень небольшой части дорожной сети. В сухие месяцы сафари из одного плато в другое проходят по дорогам с небольшими, толстыми песчаными участками. После того как люди съезжают с асфальтовой дороги из Касане, им приходится ехать по толстому песку первые 20 км (12 миль), прежде чем они доберутся до песчаной дороги.